# Liste der Kulturgüter in Villars-sur-Glâne
Die Liste der Kulturgüter in Villars-sur-Glâne enthält alle Objekte in der Gemeinde Villars-sur-Glâne im Kanton Freiburg, die gemäss der Haager Konvention zum Schutz von Kulturgut bei bewaffneten Konflikten, dem Bundesgesetz vom 20. Juni 2014 über den Schutz der Kulturgüter bei bewaffneten Konflikten sowie der Verordnung vom 29. Oktober 2014 über den Schutz der Kulturgüter bei bewaffneten Konflikten unter Schutz stehen.
Objekte der Kategorien A und B sind vollständig in der Liste enthalten, Objekte der Kategorie C fehlen zurzeit (Stand: 17. Juni 2024).

## Kulturgüter
| Foto | | Objekt | Kat. | Typ | Standort                               | Beschreibung |
| ---- | --- | --- | ---- | --- | -------------------------------------- | --- |
| ja   | Datei hochladen · Wikidata zu Glânebrücke (Q29479180)                                                  | Glânebrücke / Pont de la Glâne KGS-Nr.: 02346                                                                                 | A    | G   | Route de la Glâne 576147 / 181576      | Objekt liegt hälftig auf dem Gemeindegebiet von Hauterive (KGS-Nr. 10501)                                                |
| BW   | Datei hochladen · Wikidata zu Bois de Moncor, Grabhügel aus der Hallstattzeit (Q29699065)              | Bois de Moncor, Grabhügel aus der Hallstattzeit / Bois de Moncor, tumulus de l’époque Hallstatt KGS-Nr.: 02347                | A    | F   | 576200 / 181420                        | |
| ja   | Datei hochladen · Wikidata zu Bauernhof des Landguts Chollet au Guintzet (Q29479270)                   | Bauernhof des Landguts Chollet in Guintzet / Ferme du domaine de Chollet au Guintzet KGS-Nr.: 10002                           | A    | G   | Avenue Jean-Paul II 16 577233 / 183814 | |
| ja   | Datei hochladen · Wikidata zu Brücke und Kapelle Sainte-Apolline - Teil Villars-sur-Glâne (Q123989233) | Sainte-Apolline-Brücke / Pont de Sainte-Apolline KGS-Nr.: 10500                                                               | A    | G   | Chemin des Auges 575403 / 181510       | Die Brücke liegt hälftig auf dem Gemeindegebiet von Hauterive (KGS-Nr. 2274), dort gemeinsam mit Kapelle Sainte-Apolline |
| ja   | Datei hochladen · Wikidata zu Herrenhaus Landerset (Q29699049)                                         | Herrenhaus Landerset / Manoir de Landerset KGS-Nr.: 13335                                                                     | B    | G   | Route des Préalpes 7 575516 / 182217   | |
| BW   | Datei hochladen · Wikidata zu Herrenhaus Buman (Q29698957)                                             | Herrenhaus de Buman / Manoir de Buman KGS-Nr.: 13344                                                                          | B    | G   | Hameau de Cormanon 1 576494 / 182640   | |
| BW   | Datei hochladen · Wikidata zu Zweites Herrenhaus Buman (Q29698973)                                     | Zweites Herrenhaus Buman / Second manoir de Buman KGS-Nr.: 13345                                                              | B    | G   | Hameau de Cormanon 5 576436 / 182678   | |
| ja   | Datei hochladen · Wikidata zu Haus von Henri Buchs, bekannt als Château de Sainte-Apolline (Q29698986) | Haus von Henri Buchs, genannt Château de Sainte-Apolline / Maison d’Henri Buchs dit Château de Sainte-Apolline KGS-Nr.: 13346 | B    | G   | Chemin des Auges 1 575447 / 181509     | |
| ja   | Datei hochladen · Wikidata zu Kirche Saints-Pierre-et-Paul (Q29699001)                                 | Pfarrkirche Saints-Pierre-et-Paul / Église paroissiale Saints-Pierre-et-Paul KGS-Nr.: 13347                                   | B    | G   | Route de l’Église 6 575358 / 182252    | |
| ja   | Datei hochladen · Wikidata zu Ofenhaus (Q29699017)                                                     | Ofenhaus / Four KGS-Nr.: 13348                                                                                                | B    | G   | Hameau de Cormanon 2a 576449 / 182702  | |
| ja   | Datei hochladen · Wikidata zu Landhaus Reyff (Q29699034)                                               | Herrenhaus de Reyff / Manoir de Reyff KGS-Nr.: 13349                                                                          | B    | G   | Chemin du Croset 9 574916 / 182296     | |